# Albany (Illinois)
Albany es una villa ubicada en el condado de Whiteside en el estado estadounidense de Illinois. En el Censo de 2010 tenía una población de 891 habitantes y una densidad poblacional de 320,91 personas por km².

## Geografía
Albany se encuentra ubicada en las coordenadas 41°47′10″N 90°13′00″O / 41.78611, -90.21667. Según la Oficina del Censo de los Estados Unidos, Albany tiene una superficie total de 2.78 km², de la cual 2.78 km² corresponden a tierra firme y (0%) 0 km² es agua.

## Demografía
Según el censo de 2010, había 891 personas residiendo en Albany. La densidad de población era de 320,91 hab./km². De los 891 habitantes, Albany estaba compuesto por el 98.32% blancos, el 0.11% eran afroamericanos, el 0.22% eran amerindios, el 0.34% eran asiáticos, el 0% eran isleños del Pacífico, el 0.56% eran de otras razas y el 0.45% pertenecían a dos o más razas. Del total de la población el 2.24% eran hispanos o latinos de cualquier raza.